# William Greatbanks
Pas d'image ? Cliquez ici

a Compétitions nationales et continentales officielles uniquement.

Dernière mise à jour le 13 août 2025.
William Greatbanks, né le 18 janvier 2003, est un joueur anglais de rugby à XV évoluant au poste de deuxième ligne avec les Ospreys dans le United Rugby Championship.

## Biographie
William Greatbanks commence la pratique du rugby à XV en 2010 au sein du CA Ribérac avant de rejoindre le centre de formation de l'Union Bordeaux Bègles en 2018.
En 2019, il rejoint le centre de formation du Soyaux Angoulême XV Charente. En 2022, il remporte le Championnat de France espoirs en poule d'accession et participe à la montée des espoirs de Soyaux en poule élite espoirs.
Grâce à sa formation française, il possède le statut de JIFF.
Le 1er septembre 2023, il dispute son premier match de Pro D2 face au Biarritz olympique en tant que titulaire.
En mars 2024, il s'engage avec la province galloise des Ospreys à partir de la saison 2024-2025.

## Palmarès
- Vainqueur du Championnat de France espoirs accession en 2022 avec le Soyaux Angoulême XV.